# Suworow (Adelsgeschlecht)

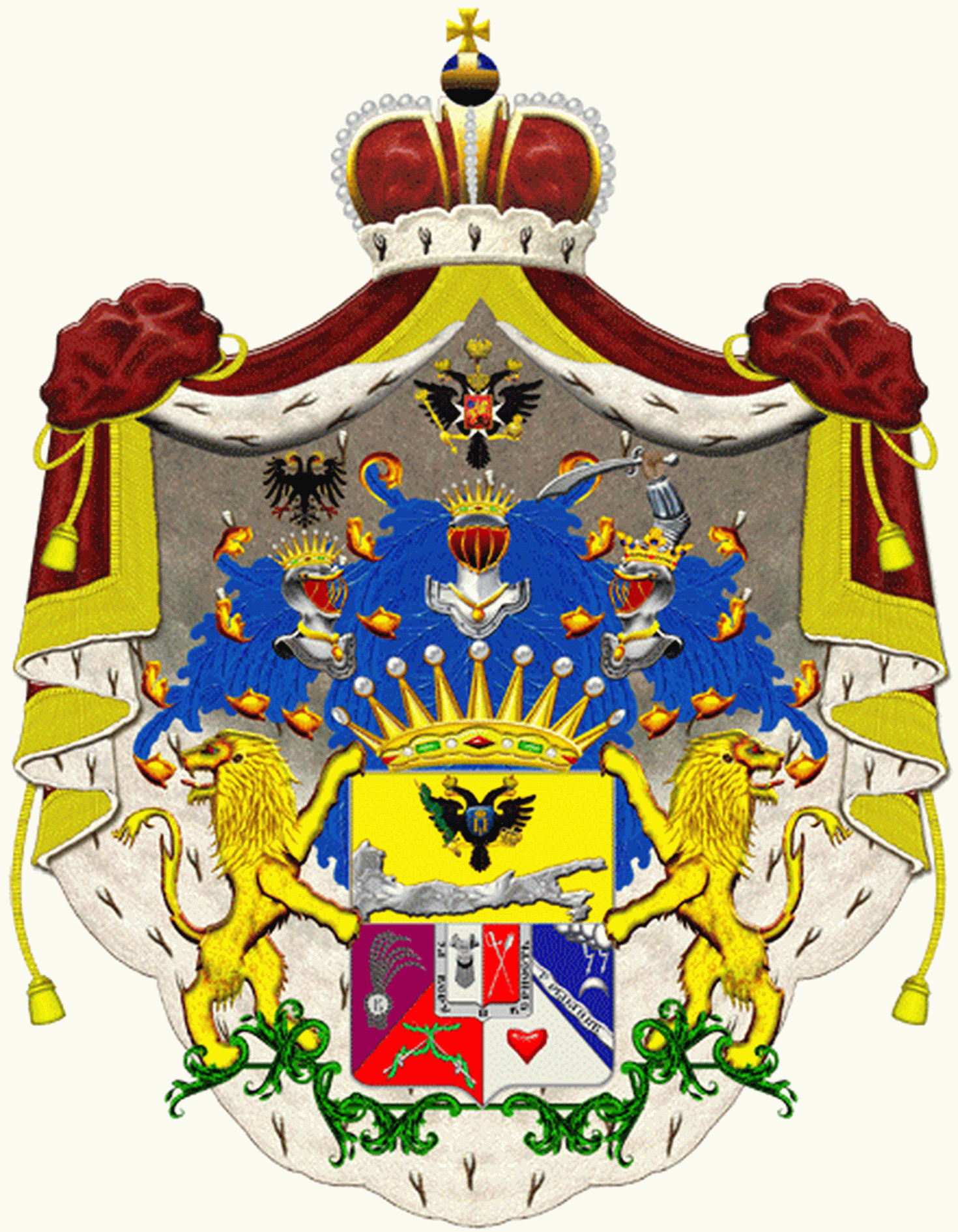
Wappen der Fürsten von Suworow

Die Suworow (russisch Суворовы) sind ein erloschenes russisches Fürstengeschlecht.

## Geschichte
Die Familie führt sich auf Saweli Suworow, einen mutmaßlich aus Schweden stammenden Edelmann zurück, der in russische Militärdienste eintrat und im Gouvernement Twer des 16. Jahrhunderts Gutsbesitz an sich bringen konnte. Die gesicherte Stammreihe beginnt mit General en chef Wassili Iwanowitsch Suworow (1705–1775). Sein Sohn Generalissimus Alexander Wassiljewitsch Suworow (1730–1800) wurde 1789 als Suworow Rymnikski in den Reichsgrafenstand und 1799 als Italijski in den russischen Fürstenstand gehoben. 1850 wurde die Familie mit Alexander Arkadjewitsch Suworow, Generalgouverneur der Ostseeprovinzen, in die Livländische Ritterschaft und 1851 in die Kurländische Ritterschaft aufgenommen.
Das Geschlecht hat im Jahre 1893 seinen Ausgang im Mannesstamm gefunden.

## Stammfolge
- Wassili Iwanowitsch Suworow (1705–1775), russischer General en chef, ⚭ Eudoxia Manukow († 1743)
  - Alexander Wassiljewitsch, Graf Suworow-Rymnikski, Fürst Italijski (1730–1800), russischer Feldherr, ⚭ Fürstin Barbara Iwanowna Prosorowska (1750–1806)
    - Natalja Alexandrowna Suworow, Fürstin Italijskaja (1775–1844), ⚭ Graf Nikolai Alexandrowitsch Subow (1763–1805), russischer Generalmajor
    - Arkadi Alexandrowitsch Suworow, Fürst Italijski (1780–1811), russischer Generaladjutant und Generalleutnant, ⚭ Helena Alexandrowna Naryschkin (1785–1855)
      - Alexander Arkadjewitsch Suworow, Fürst Italijski (1804–1882), russischer Generaladjutant und General der Infanterie, ⚭ Ljubow Wassiljewna Jarzow (1811–1867)
        - Ljubow Alexandrowna Suworow, Fürstin Italijska (1831–1883), ⚭I 1858 Fürst Alexei Wassiljewitsch Golitzyn († 1901), ⚭II 1861 Graf Wladimir Wladimirowitsch Molostwow (1835–1877), russischer Oberst, Militärattaché in Wien
        - Arkadi (Nikolai) Alexandrowitsch Suworow, Fürst Italijski (1834–1893), Adjutant von Alexander II., ⚭ Elisabeth Iwanowna Basilewska (* 1834, † nach 1910)
        - Alexandra Alexandrowna Suworow, Fürstin Italijskaja (1844–1927), ⚭ Sergei Wladimirowitsch Koslow (1853–1906), russischer Generalmajor

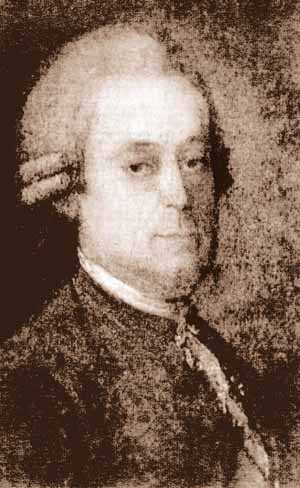
Wassili Iwanowitsch Suworow (1705–1775)
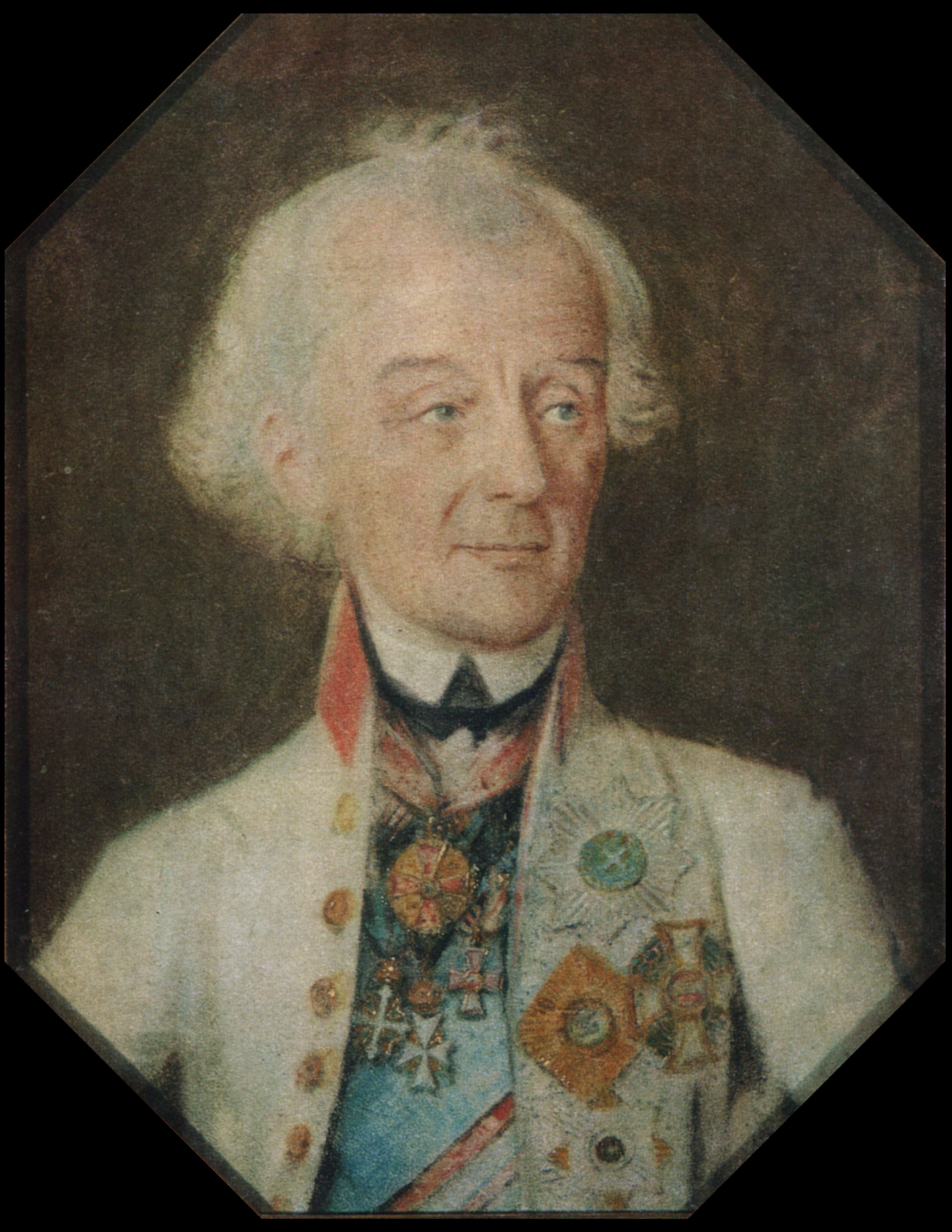
Alexander Wassiljewitsch Suworow (1730–1800)
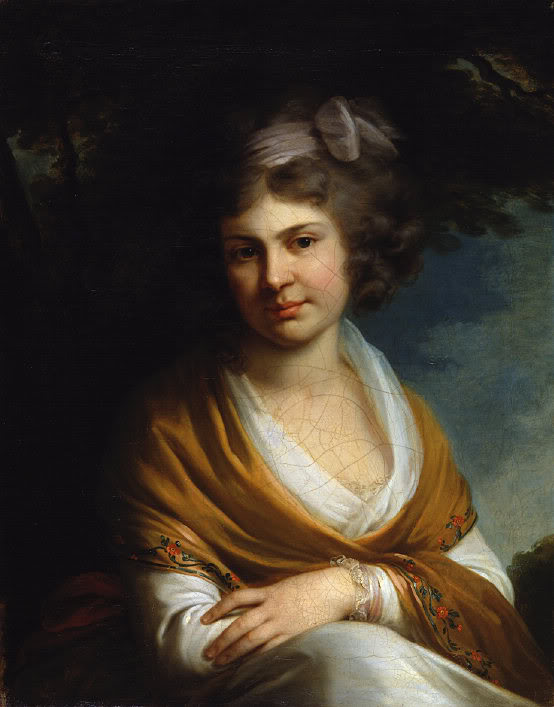
Natalja Alexandrowna Suworow (1775–1844)
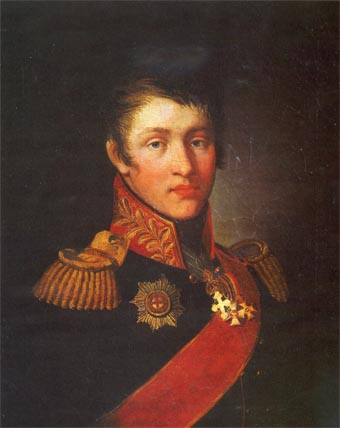
Arkadi Alexandrowitsch Suworow (1780–1811)
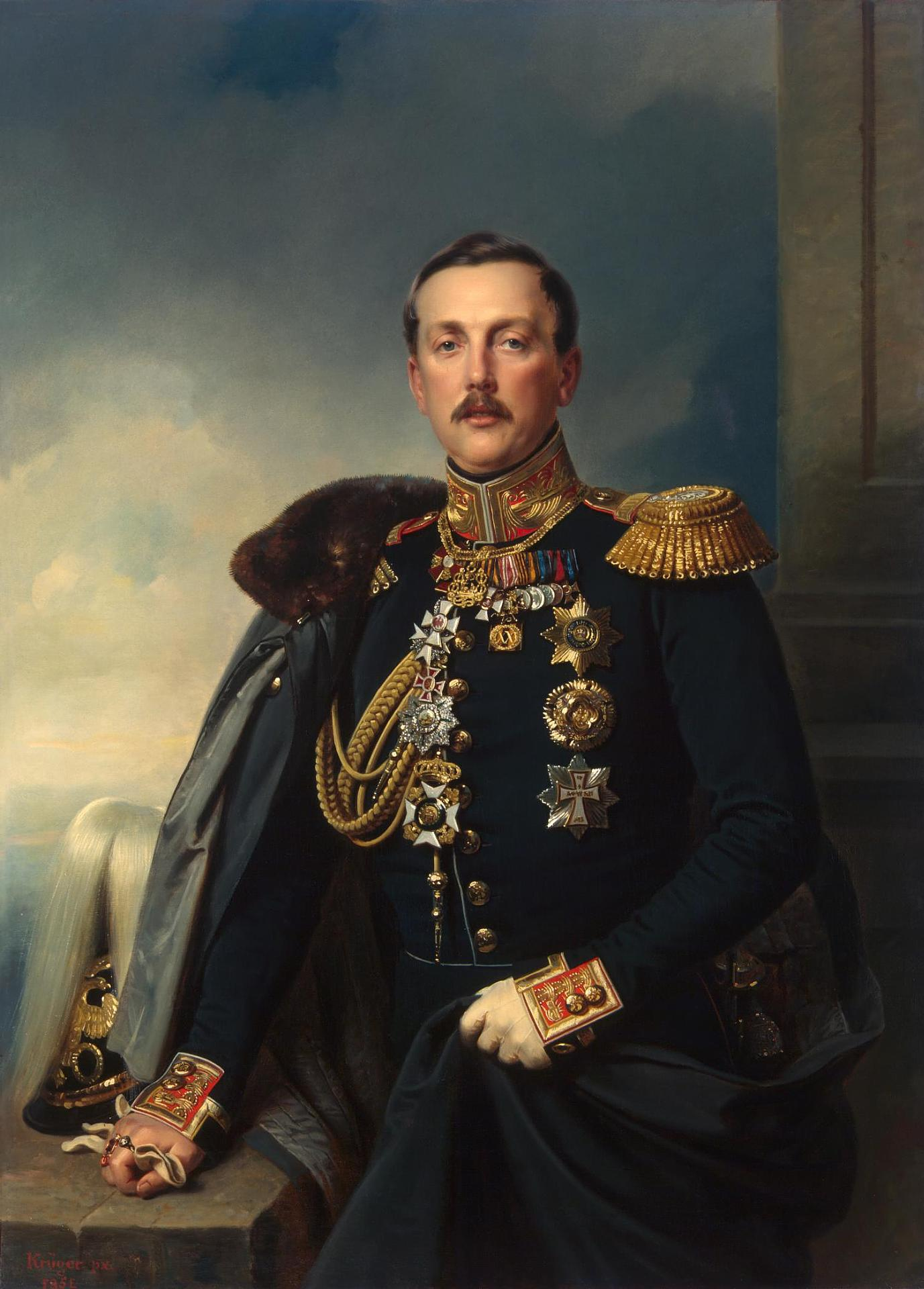
Alexander Arkadjewitsch Suworow (1804–1882)

## Wappen

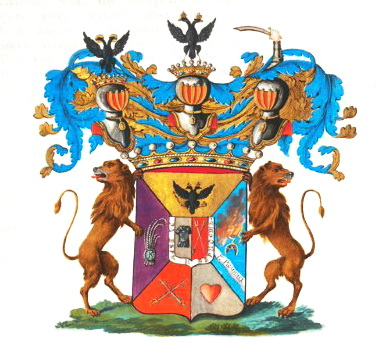
Gräfliches Wappen
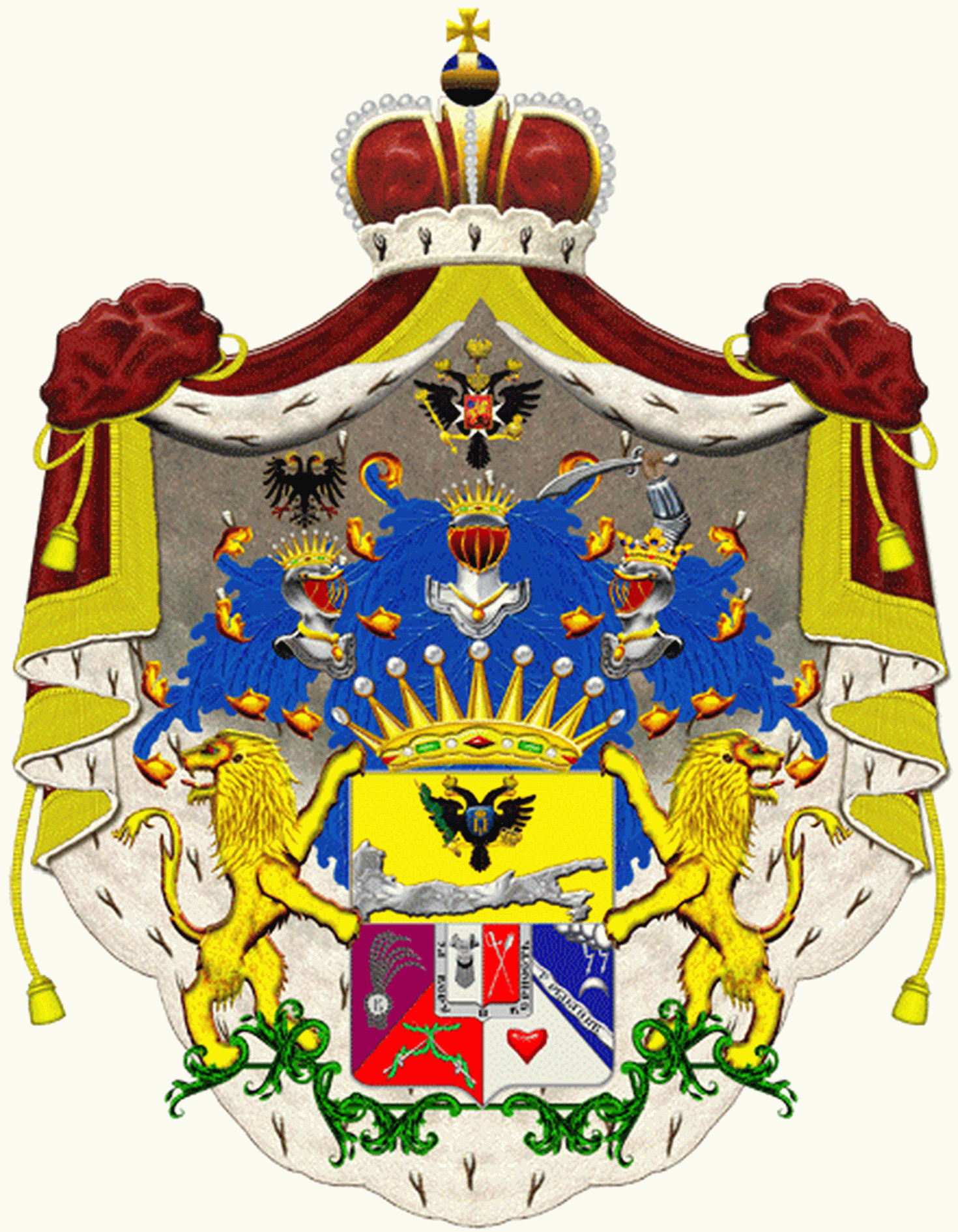
Fürstliches Wappen
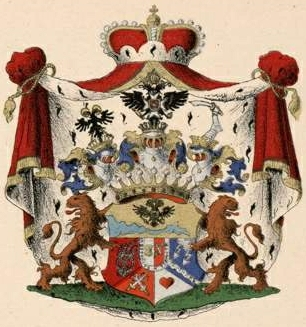
Fürstliches Wappen Graf Suworow-Rimnikski, Fürst Italiski